# Chieti
Chieti er en by i det centrale Italien, 200 km nordøst for Rom. Den er hovedstad i provinsen Chieti i regionen Abruzzo. Chieti ligger på en bjergskråning langs Pescarafloden, få kilometer fra Adriaterhavet, med Maiella- og Gran Sasso-bjergene i baggrunden.

## Historie
Under navnet Theate Marrucinorum, var Chieti hovedbyen i det marrucinske rige. Den græske historiker og geograf Strabon skriver, at den var grundlagt af grækere fra Arkadien under navnet Tegeate.
Efter at have lidt nederlag til Romerne, blev marrucinerne deres loyale allierede. I den romerske kejsertid nåede Chieti op på at have 60.000 indbyggere, men da det Vestromerske rige var brudt sammen, blev den ødelagt af Visigoter og Heruler. Senere blev den residensby for en gastald (statholder), udnævnt af Langobardernes konge. I det 8. århundrede blev den ødelagt af Pipin den lille's hær, og blev derefter et len under hertugdømmet Benevento.
Chieti genvandt lidt af sin politiske og økonomiske betydning, da Syditalien kom under Normannisk herredømme, og denne rolle blev fastholdt mens Hohenstauferne, Angevinerne (Huset Anjou) og kongerne af Aragonien regerede over området. Efter en kulturel og arkitektonisk opblomstring i det 17. århundrede, ansporet af Modreformationen, blev Chieti hårdt ramt af pest i 1656. I det 18. århundrede fik den flere nye akademier og skoler, som bidrog til dens arkitektoniske arv. I 1806 blev Chieti gjort til en fæstningsby under det franske styre af Italien i Napoleonstiden. Endelig, i 1860, blev den en del af det nyoprettede kongerige Italien.
Under 2. Verdenskrig undgik Chieti bombardementer, fordi den lige som Rom var erklæret som åben by, og den tog mod mange flygtninge fra nærliggende byer og landsbyer. De allierede styrker befriede byen 9. juni 1944, dagen efter at de tyske tropper havde forladt den.

## Seværdigheder
- Den gotiske katedral San Giustino, ombygget af biskop Attone I i 1069. Fra den kirke er der kun dele af den romanske krypt tilbage. Kirken blev genbygget i det 14. århundrede og fik da også et større klokketårn. Efter adskillige jordskælv blev katedralen genopført i det 17. og 18. århundrede i barokstil.
- Kapellet (oratorio) Sacro Monte dei Morti.
- Kirken San Francesco al Corso, grundlagt i 1239. Facaden viser en uafsluttet restaurering i barokstil.
- Kirken Santa Chiara.
- Under kirken SS. Pietro e Paolo og de tilstødende huse er der fundet rester af byggeri fra det 1. århundrede, opført af M. Vectius Marcellus. Der er også rester af store reservoirer og af et teater. Der foregår nye udgravninger under den tidligere idrætsplads (Campo Sportivo).

## Kultur
Den Teatinske Munkeorden, der blev stiftet i 1524, er opkaldt efter Chietis oprindelige navn, fordi en af dens stiftere, Giovanni Pietro Carafa, den senere pave Paul 4., var biskop af Chieti.

## Uddannelse
Chietis Universitet (Università G. d'Annunzio – Chieti e Pescara) er placeret i byerne Chieti og Pescara og har omkring 35.000 studerende. Det dækker områder som arkitektur, kunst og filosofi, økonomi, fremmedsprog og -litteratur, virksomhedsledelse, medicin, farmaci, psykologi, naturvidenskab, samfundsvidenskab og sportsmedicin.

## Kendte borgere
Anarkisten Severino Di Giovanni, der gik i eksil i Argentina i forbindelse med fascisternes magtovertagelse i 1922